# Castries
Castries [kástriz] je glavno mesto Svete Lucije in s približno 22.000 prebivalci širšega mestnega območja (po oceni leta 2010) največje naselje v tej karibski otoški državi v Malih Antilih. Stoji na nasipih v notranjosti globokega zaliva ob zahodni, zavetrni obali glavnega otoka in predstavlja glavno pristanišče za izvoz banan ter drugih pridelkov, pomembno pa je tudi kot turistična destinacija, saj lahko sprejme največje potniške križarke. V neposredni bližini je tudi glavno letališče.
Naselbino so leta 1650 ustanovili francoski naseljenci in ji dali ime Carenage (»varen pristan«), stoletje kasneje pa je bila preimenovana po markizu Castrijskem, ki je takrat vodil pomorsko ekspedicijo do Korzike. Leta 1780 ga je uničil orkan, kmalu za tistem pa so otok zavzeli Britanci, ki so razširili fortifikacije na hribu Morne Fortune južno od Castriesa in na novo postavili mestno jedro z geometričnim vzorcem ulic. Pristanišče je služilo kot oskrbovalna postojanka za Kraljevo vojno mornarico. Leta 1948 je mesto prizadel hud požar. Od osamosvojitve izpod britanske vladavine leta 1979 je Castries glavno mesto Svete Lucije.
V središču Castriesa je trg Dereka Walcotta, poimenovan v čast Dereka Walcotta, pesnika iz Svete Lucije, ki je leta 1992 prejel Nobelovo nagrado za književnost. Trg obdajata katoliška stolnica Brezmadežnega spočetja in mestna knjižnica. Večina prebivalcev je potomcev afriških sužnjev, s katerimi so Francozi in Britanci v preteklih stoletjih nadomestili iztrebljene staroselce za delo na okoliških plantažah. V Castriesu se je rodil tudi Arthur Lewis, Nobelov nagrajenec za ekonomijo. Mesto ima regionalen pomen kot sedež sekretariata Organizacije vzhodnokaribskih držav in Vzhodnokaribskega vrhovnega sodišča.